# Борат
 Тази статия е за групата химични съединения.  За филма вижте Борат (филм).  
Борàтите са група химични съединения, соли на борната киселина, съставени от катион и боратен анион - оксоанион на бора (BO33−). Понякога борати се наричат и по-сложни съединения, съдържащи BO3 и BO4 групи, често свързани помежду си чрез кислородните атоми, които могат да образуват сложни линейни или циклични структури. В природата борът се среща най-вече свързан в различни борати, обикновено боратни минерали или боросиликати.